# Zwarte Russische terriër
De zwarte Russische terriër is een hondenras. Hij wordt ook wel "de hond van Stalin" genoemd.

## Geschiedenis
Rond 1940 begon men in de Sovjet-Unie een hond te fokken die aangepast was aan de noden van het Sovjet leger. Fokdoel was een grote, robuuste en werkwillige hond, die voor veel doeleinden kon worden gebruikt. Hij moest bovendien zeer goed aangepast zijn aan de verschillende klimatologische omstandigheden die in de toenmalige Sovjet-Unie heersten.
Men kruiste in het begin een riesenschnauzer-reu met een airedaleterriër-teef, een rottweiler-reu met een Riesenschnauzer-teef en nogmaals een riesenschnauzer-reu met een airedaleterriër-teef. Er ontstonden in totaal vier foklijnen. In totaal waren twintig rassen bij het ontstaan van de zwarte Russische terriër betrokken. Inteelt werd vermeden.
Men bereikte relatief snel een hondenras dat stabiel was qua karakter en temperament.
Op 13 mei 1981 - en in 1984 door het FCI - werd de zwarte Russische terriër als hondenras erkend.

## Uiterlijk
De zwarte Russische terriër heeft hoog aangezette kleine, driehoekige oren. Het is een compacte, stevige hond. Hij heeft een ruwe vacht van 4 tot 10 centimeter lengte, die regelmatig geknipt wordt. De kleur van de vacht is zwart met grijze haren. De reu heeft een schofthoogte van 72-76 cm en de teef van 68-72 cm. Het gewicht bij de reuen ligt tussen 50 en 60 kg, bij teven tussen 45 en 50 kg. 
Hij heeft een goede gezondheid en valt goed te trainen.

## Gebruiksdoel
De zwarte Russische terriër werd oorspronkelijk als legerhond gehouden, in het bijzonder als waakhond voor complexe militaire centra, maar tegenwoordig wordt hij gebruikt als 'gewone' waak- en familiehond.
Affenpinscher ·
Aidi ·
Anatolische herder ·
Appenzeller sennenhond ·
Argentijnse dog ·
Berner sennenhond ·
Bordeauxdog ·
Boxer ·
Broholmer ·
Bullmastiff ·
Ca de Bou ·
Cane corso ·
Cão da Serra da Estrela ·
Cão de Castro Laboreiro ·
Centraal-Aziatische owcharka ·
Cimarrón Uruguayo ·
Ciobanesc Romanesc de Bucovina ·
Deens-Zweedse boerderijhond ·
Dobermann ·
Dogo Canario ·
Duitse dog ·
Duitse pinscher ·
Dwergpinscher ·
Dwergschnauzer ·
Engelse buldog ·
Entlebucher sennenhond ·
Fila brasileiro ·
Grote Zwitserse sennenhond ·
Hollandse smoushond ·
Hovawart ·
Kaukasische owcharka ·
Kraški ovčar ·
Landseer ECT ·
Leonberger ·
Mastiff ·
Mastín del Pirineo ·
Mastín español ·
Mastino napoletano ·
Middenslagschnauzer ·
Newfoundlander ·
Oostenrijkse pinscher ·
Pyrenese berghond ·
Rafeiro do Alentejo ·
Riesenschnauzer ·
Rottweiler ·
Šarplaninac ·
Shar-pei ·
Sint-bernard ·
Tibetaanse mastiff ·
Tornjak ·
Tosa ·
Zwarte Russische terriër